# Nipissing River
Der Nipissing River ist ein 75 km langer Fluss in dem Distrikt Nipissing in der kanadischen Provinz Ontario. Er verläuft durchgängig durch das Gebiet des Algonquin Provincial Parks.

## Verlauf
Der Nipissing River entspringt 2 km südwestlich des Big Bob Lake auf einer Höhe von 480 m im Westen des Algonquin Provincial Parks. Von dort aus fließt der Fluss in überwiegend nordöstlicher Richtung durch eine seen- und waldreiche Landschaft des Kanadischen Schildes und mündet schließlich in das Südufer des Cedar Lake. Dieser wird über den Petawawa River und Ottawa River entwässert.